# Listă de figuri geometrice

Cubul

Figurile geometrice sunt mulțimi nevide de puncte.

## Figuri în plan

### Cu dimensiunea zero
- punctul

### Unidimensionale
- linia dreaptă
- segmentul de dreaptă

### Bidimensionale
- poligonul
- triunghiul
- patrulaterul
- pătratul
- dreptunghiul
- trapezul
- paralelogramul
- rombul
- pentagonul
- hexagonul
- heptagonul
- octogonul
- eneagonul
- decagonul
- cercul
- elipsa
- hiperbola
- parabolă

### Forme de stea
- pentagramul
- hexagramul

## Figuri în spațiu
Corpuri geometrice
- piramidă
- paralelipiped
- paralelipiped dreptunghic
- cuboid
- sferă
- elipsoid
- paraboloid
- hiperboloid
- oloid
- ovoid
- poliedru
- tetraedru
- cub
- con
- icosaedru
- dodecaedru
- prismă
- cilindru